# スパイスボックス
株式会社スパイスボックス（spicebox, inc.）は、東京都港区に本社をおくデジタル・コミュニケーション・カンパニー。デジタル領域のマーケティング・広告コミュニケーション事業を行う。博報堂グループ。

## 沿革
- 2003年12月 - 株式会社スパイスボックスを設立。 　　　　　　　総合広告代理店およびインターネット専業広告会社を経験した5名で設立。
- 2006年9月 - 博報堂が資本参加。
- 2009年10月 - 従業員数が60名を越える。
- 2010年2月 - 博報堂の増資により博報堂グループの一員となる。
- 2010年8月 - 赤坂Bizタワーに移転。
- 2013年5月 - 国際新赤坂ビル東館に移転。
- 2015年4月 - 「プロトタイピングラボWHITE」を分社化し、（株）WHITEを設立。
- 2015年10月 - メディア事業を立ち上げ（デジタルテクノロジー×ファッションの専門メディア『DiFa』を創刊）。
- 2019年3月 - アークヒルズサウスタワーに移転。
- 2021年10月 - （株）No Companyを設立。
- 2024年2月 - 神谷町トラストタワーに移転。

## 受賞歴
- 2010年
  - 釜山広告祭（AD STARS）- Electronics / IT / Office Equipments部門・銀賞
  - Spikes Asia - デジタル部門・銅賞[2]
  - カンヌライオンズ 国際クリエイティビティ・フェスティバル - サイバーライオン・銅賞
- 2011年
  - 東京インタラクティブアドアワード（TIAA）
    - スマートデバイス広告部門・最優秀賞
    - ウェブサイト部門　キャンペーンサイト・金賞
    - ベストユースオブメディア部門・金賞
    - アプリケーション部門　モバイルアプリケーション・入賞
    - オンライン広告部門・銀賞
- 2012年
  - 東京インタラクティブアドアワード（TIAA）
    - ウェブサイト部門　コーポレートサイト・銀賞
    - インテグレーテッドキャンペーン部門　クロスメディア・銅賞

  - カンヌライオンズ国際クリエイティビティ・フェスティバル
    - ダイレクト部門・銀賞
    - プロモ部門・銀賞
    - PR・統合部門・銀賞
    - PR・企業責任部門・銀賞
    - チタニウム & インテグレーテッド部門・銅賞
    - ブランデッドコンテンツ&エンタテイメント部門・銅賞
- 2015年
  - （株式会社WHITE）米国SXSW（サウス・バイ・サウスウエスト）
    - Interactive Innovation Awards VR&AR部門でファイナリストに選出
[3]

## 関連会社
- 株式会社博報堂
- デジタル・アドバタイジング・コンソーシアム株式会社
- 株式会社No Company